# Ullvigymnasiet
Ullvigymnasiet är en kommunal gymnasieskola i Köping. Skolan har i dagsläget 1070 elever. Här finns riksidrottsgymnasiet för bordtennis. Skolan ritades av Gösta Uddén och Olle Wåhlström och invigdes 1975. Skolan har både högskoleförberedande och yrkesförberedande gymnasieprogram. Ullvigymnasiet är Riksidrottsgymnasium för bordtennis. Ullvigymnasiet är också nationell godkänd idrottsutbildning för basket och har en ishockeyprofil som kan kombineras med många av utbildningarna. Teknikprogrammet, el- och energiprogrammet (automation) och industritekniska programmet är certifierade teknikcollege. Vård- och omsorgsprogrammet är certifierat Vård- och omsorgscollege. Årligen delas stipendier ut till ett antal avgångselever, bland annat från Ingemar Johanssons minnesfond med sammanlagt över 200 000:- varje år.

## Utbildningar
- Barn- och fritidsprogrammet
- Bygg- och anläggningsprogrammet
- Ekonomiprogrammet
- El- och energiprogrammet
- Fordons- och transportprogrammet
- Handels- och administrationsprogrammet
- Industritekniska programmet
- Naturvetenskapsprogrammet
- Restaurang- och livsmedelsprogrammet
- Samhällsvetenskapsprogrammet
- Teknikprogrammet
- VVS- och fastighetsprogrammet
- Vård- och omsorgsprogrammet
- Introduktionsprogrammet
- Fyraårsprogrammet (Gymnasiesärskola)

## Kända elever
- Filip Hammar - författare, journalist och programledare
- Emir Bajrami - fotbollsspelare
- Linda Hammar
- Lina Axelsson Kihlblom
- Johan Gustafsson - ishockeyproffs
- Sven Stafström, professor vid Linköpings universitet